# 凌源站
凌源站，位于中华人民共和国辽宁省朝阳市凌源市市区西2公里，是锦承铁路上的三等站，始建于1934年，由沈阳铁路局管辖。目前每天到发列车10-12列（含始发，终到及经由）。

## 車站周邊
- 凌源市实验中学
- 凌源市教育局
- 凌源市职教中心
- 凌源市友谊游泳馆
- 中国移动红山营业厅
- 凌源市财政局
- 凌源市城市管理局
- 凌源市烟草专卖局
- 中国农业银行西郊储蓄所

## 交通方式及如何到達
凌源站附近有2個公交站點。
- 凌源1路（火車站站）
- 凌源3路（火車站站）

利用此2條公交路線可以方便地到達凌源市中心，乘坐1路到達凌源大十字約需要8-15分鐘，3路則需要12-20分鐘。

## 站台配置
| 月台 | 路線   | 方向     | 备注                             |
| ---- | ------ | -------- | -------------------------------- |
| 1    | 锦承线 | 上，下行 | 全部始发列车及大部分经由列车停靠 |
| 2    | 锦承线 | 上，下行 | 部分经由列车停靠                 |

## 歷史
- 本车站始建于1934年。

## 外部連結
- 中国铁路客户服务中心（页面存档备份，存于）